# Bring the Light
Bring the Light è una canzone del gruppo rock inglese Beady Eye. Inserita nel disco di debutto Different Gear, Still Speeding, è stata pubblicata il 10 novembre 2010 in download gratuito sul sito ufficiale del gruppo e come singolo in formato 45 giri in edizione limitata.

## Lista tracce 7" (45 giri)
1. Bring the Light – 3:37 (testo: Liam Gallagher, Gem Archer, Andy Bell)
2. Sons of the Stage – 4:46 (testo: Gordon King, Tony Ogden) – cover dei World of Twist[2]

## Video
Il videoclip del brano è stato pubblicato su Internet il 16 novembre 2010. Diretto da Charlie Lightening, ritrae la band insieme ai due nuovi arrivati Jeff Wootton e Matt Jones in una stanza buia illuminata parzialmente, alla presenza di tre coriste.

## Classifica
| Classifica (2010) | Posizione |
| ----------------- | --------- |
| Regno Unito       | 61        |
| UK Rock Chart     | 1         |